# Leggiuno
Leggiuno (IPA: /leʤˈʤuno/, Leggiün in dialetto varesotto) è un comune italiano di 3 610 abitanti della provincia di Varese in Lombardia.
Località turistica posta sulle rive del Lago Maggiore, confina a nord con Laveno-Mombello, a est con Sangiano e Caravate, a sud-est con Besozzo, a sud con Monvalle, ad ovest e a sud-ovest col Lago Maggiore e quindi con il Piemonte e la Provincia del Verbano-Cusio-Ossola.
Il comune fa parte della Regione Agraria n° 3, sulle Colline del Verbano orientale. Inoltre fa parte dell'Unione dei comuni del Medio Verbano e dei Comuni della costa fiorita.
Nel territorio comunale ricade l'Eremo di Santa Caterina del Sasso, uno dei monumenti più noti della provincia di Varese, costruito su un costone roccioso in riva al lago Maggiore; il comune ne adotta l'effigie all'interno del proprio stemma municipale.

## Geografia fisica

### Territorio
Leggiuno occupa una zona collinare. Il territorio del comune risulta compreso tra i 193 e i 326 metri sul livello del mare.
L'escursione altimetrica complessiva risulta essere pari a 133 metri.
Dista circa 21 km da Varese, capoluogo dell'omonima provincia a cui appartiene il comune. Leggiuno ha un grado di sismicità molto bassa, infatti appartiene alla Zona 4 classificata dalla Protezione Civile come irrilevante. Essendo situato sul Lago Maggiore, gode del suo benefico clima. In particolar modo le frazioni Arolo e Reno sono considerate centri climatici.

### Clima
Secondo la classificazione climatica il centro abitato è situato in "zona E", 2482 GR/G.
| MILANO MALPENSA            | Mesi  | Mesi  | Mesi  | Mesi  | Mesi  | Mesi  | Mesi  | Mesi  | Mesi  | Mesi  | Mesi  | Mesi  | Stagioni | Stagioni | Stagioni | Stagioni | Anno    |
| MILANO MALPENSA            | Gen   | Feb   | Mar   | Apr   | Mag   | Giu   | Lug   | Ago   | Set   | Ott   | Nov   | Dic   | Inv      | Pri      | Est      | Aut      | Anno    |
| -------------------------- | ----- | ----- | ----- | ----- | ----- | ----- | ----- | ----- | ----- | ----- | ----- | ----- | -------- | -------- | -------- | -------- | ------- |
| T. max. media (°C)         | 6,1   | 8,6   | 13,1  | 17,0  | 21,3  | 25,5  | 28,6  | 27,6  | 24,0  | 18,2  | 11,2  | 6,9   | 7,2      | 17,1     | 27,2     | 17,8     | 17,3    |
| T. min. media (°C)         | −4,4  | −2,5  | 0,4   | 4,3   | 9,0   | 12,6  | 15,3  | 14,8  | 11,5  | 6,4   | 0,7   | −3,6  | −3,5     | 4,6      | 14,2     | 6,2      | 5,4     |
| Precipitazioni (mm)        | 67,5  | 77,1  | 99,7  | 106,3 | 132,0 | 93,3  | 66,8  | 97,5  | 73,2  | 107,4 | 106,3 | 54,6  | 199,2    | 338,0    | 257,6    | 286,9    | 1 081,7 |
| Giorni di pioggia          | 6     | 6     | 8     | 9     | 10    | 9     | 6     | 8     | 6     | 7     | 8     | 6     | 18       | 27       | 23       | 21       | 89      |
| Umidità relativa media (%) | 78    | 76    | 69    | 73    | 74    | 74    | 74    | 73    | 74    | 77    | 80    | 80    | 78       | 72       | 73,7     | 77       | 75,2    |
| Vento (direzione-m/s)      | N 3,3 | N 3,3 | N 3,4 | N 3,5 | N 3,3 | N 3,2 | N 3,1 | N 3,0 | N 3,1 | N 3,1 | N 3,4 | N 3,3 | 3,3      | 3,4      | 3,1      | 3,2      | 3,3     |

## Origini del nome
L'origine del nome Leggiuno è molto antica, e sono parecchie le supposizioni al riguardo. Un'ipotesi poco affidabile dice che derivi da Legio-una (da cui Legiunum), ovvero una legione di Giulio Cesare che si era fermata in questa zona. Secondo un'altra ipotesi deriverebbe invece da Dunum (colle) e un nome proprio di persona, pare una divinità panceltica. L'ipotesi più sicura sostiene che derivi dal celtico, dalle parole Leze (ai piedi) dunum (colle), ovvero ai piedi del colle, probabilmente il colle presente nella località Mirasole, dato che nel Medioevo la località è attestata per iscritto come Lezeduno.

## Storia
L'esistenza di molti ghiacciai in territorio leggiunese rese pressoché problematica e talvolta impossibile la presenza di vita umana nel periodo preistorico a Leggiuno. Solo nel XIX secolo, precisamente nel 1864, furono rinvenute tra Leggiuno e Mombello alcuni resti di palafitte, frammenti di vasi, armi, utensili e residui di pasti, tutti riconducibili al periodo del Neolitico. Alla fine del XIX secolo nella frazione Marzaro di Leggiuno fu ritrovata una tomba rettangolare, e dopo di questa sbucarono altre tombe, contenenti antichi vasi in terracotta. Nella metà del XX secolo, anni '50, a qualche centinaio di metri a sud dell'Eremo di Santa Caterina del Sasso, nella zona soprannominata “Bus di Curnàa”, comparirono cocci ceramici dell'Età Romana: nella stessa zona furono recuperati delle ossa di piccoli animali. Nella frazione di Arolo, invece, nel 1964, gli archeologi portarono alla luce alcuni reperti dell'Età del Bronzo. Tra questi, in particolare, furono ritrovati uno spillone, una lancia, un bracciale, una torque di bronzo e persino uno spuntone di un'asta, grazie alla quale si è potuto ipotizzare che nel periodo ascrivibile al 2200-2000 a.C. presso la suddetta frazione fu realizzato un sepolcreto.
Alcuni resti di una plausibile lotta punica svoltasi nella zona sono individuabili sul sagrato della odierna chiesa romanica dei SS. Primo e Feliciano. Per quanto riguarda gli anni delle dominazioni barbariche, l'unico segno plausibile di quel periodo è stata una tomba rettangolare in roccia dolomitica, reperita sul monte Piaggio nella frazione di Arolo.
Un documento rinvenuto attesterebbe che Eremberto, al tempo vassallo dell'imperatore Lotario, traslò nell'allora chiesa di S. Siro, l'attuale chiesa dei SS. Primo e Feliciano, i resti, per l'appunto, dei suddetti santi. Questi gli erano stati donati da papa Sergio II.
Leggiuno divenne un comune indipendente e sede di una pretura del feudalesimo e di una corte nel periodo relativo all'impero di Berengario I. La peste a quei tempi inflisse duri colpi in Italia e non risparmiò il popolo leggiunese: il piccolo borgo di Leggiuno perse, nel 1554 e nel 1630, una considerevole parte del popolo. Per tornare ad essere nuovamente un centro importante, Leggiuno dovette aspettare la fine del ‘800 quando il numero di abitanti si attestò tra i 700 e gli 800. Fino al 1927 Leggiuno era parte del circondario di Varese, allora sito in Provincia di Como. Il circondario di Varese fu abolito, come tutti i circondari italiani, nel 1927, nell'ambito della riorganizzazione della struttura statale voluta dal regime fascista, e Leggiuno venne così inserita nella neocostituita provincia di Varese. Contemporaneamente allo scorporamento, Leggiuno si unisce agli ex comuni di Arolo, Ballarate, Cellina e all'attuale comune di Sangiano, replicando un analogo provvedimento di Napoleone di più di un secolo prima e poi annullato dalla Restaurazione austriaca. Nel 1963, infine, Sangiano diventa un comune autonomo ma Leggiuno conserva Arolo, Ballarate e Cellina come sue frazioni.

### Simboli
Lo stemma e il gonfalone sono stati concessi con decreto del presidente della Repubblica n. 2217 del 9 febbraio 1983. Nello stemma è raffigurata una veduta al naturale dell'eremo di Santa Caterina del Sasso, con l'aggiunta di cinque stelle auree a sei punte nella parte inferiore. 
Il gonfalone è un drappo partito di azzurro e di giallo.

## Monumenti e luoghi d'interesse

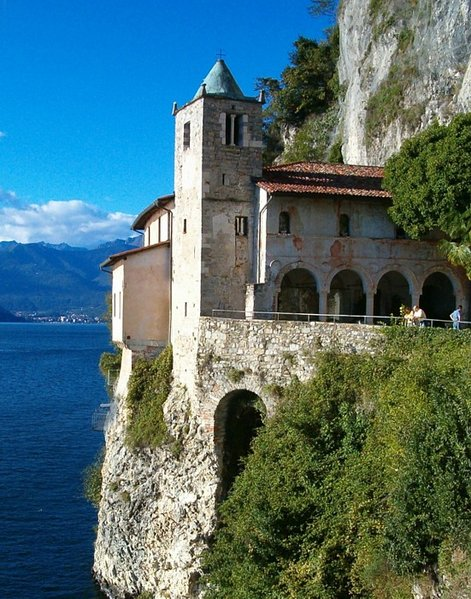
L'Eremo di Santa Caterina del Sasso

### Architetture religiose
Un tempo Leggiuno era a capo dell'omonima pieve, parte della grande diocesi di Milano. Attualmente è parte della zona pastorale di Varese, decanato di Besozzo e nel suo territorio comprende due parrocchie, Santo Stefano protomartire in Leggiuno e Santi Carlo e Pietro martire in Arolo, la prima delle quali conta ben sei luoghi di culto. Insieme alle vicine parrocchie di Sant'Andrea apostolo in Sangiano e di Santo Stefano protomartire in Monvalle, Leggiuno è parte di una Comunità pastorale.
- La parrocchiale di Santo Stefano è stata oggetto di una radicale ristrutturazione e ampliamento nel corso del XIX secolo, lavori al termine dei quali, nell'estate 1894, la chiesa è stata consacrata dall'allora vescovo di Pavia mons. Agostino Gaetano Riboldi. L'intervento ha coinvolto anche la torre campanaria, eretta sulla precedente romanica.
- La chiesa di Arolo dedicata a San Carlo e San Pietro da Verona fu edificata lungo il XVI secolo e custodisce un organo risalente alla metà dell'Ottocento, opera di Fortunato Ossola, artigiano proveniente da Groppello.
- Tra gli altri edifici sacri spicca l'Eremo di Santa Caterina del Sasso, costruito su una roccia che si affaccia direttamente sul lago. Particolarmente suggestive sono la Sala dell'antico Refettorio dei frati, le cappelle medievali del Beato Alberto Besozzi, di Santa Maria Nova, di Santa Caterina e di San Nicolao, anticamenti luoghi distinti tra loro e poi unificati a fine Cinquecento in un'unica bella chiesa.

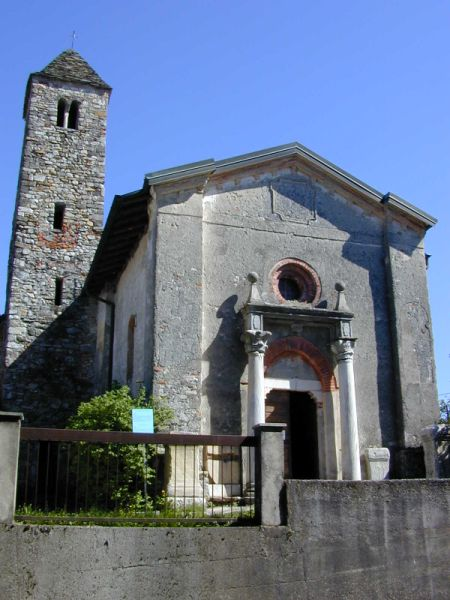
Chiesa dei Santi Primo e Feliciano (sec. IX)

- la chiesa dei Santi Primo e Feliciano è risalente al X secolo. Costruita su un preesistente edificio di culto pagano lungo il secolo VIII per iniziativa del franco Eremberto e inizialmente dedicata al santo vescovo Siro, nell'846 vide la traslazione delle reliquie dei martiri Primo e Feliciano avute in dono dal papa durante un pellegrinaggio a Roma. La chiesa assunse allora il nome dei due martiri, nei secoli successivi ricostruita secondo le attuali forme romaniche. Preceduto da un piccolo sagrato che contiene are romane e epigrafi d'età alto-medievale, l'edificio ha una facciata a capanna con portale e colonne di recupero, con capitelli provenienti dalla chiesa antica; l'oculo centrale profilato in laterizio è quattrocentesco come il portale dall'arco gotico. Il campanile, la cui accurata muratura è ben conservata, è stato invece edificato nell'XI secolo. L'interno della chiesa è rettangolare, con aula gotica coperta da doppia volta a crociera con costoloni. Il perimetro sembra essere quello della prima chiesa alto-medievale.
- Le altre tre chiese presenti nel territorio di Leggiuno sono Maria Stella Maris, edificata negli anni Cinquanta del secolo scorso in località di Cellina; Santa Maria Assunta, costruita alla fine degli anni trenta; Cuore Immacolato di Maria, risalente agli anni Cinquanta.

### Aree naturali
Il comune è ricco di boschi e sentieri boschivi. Questi sono tutti pedalabili per l'80% circa. Infatti vengono organizzate dalla Pro Loco del Comune gare ciclistiche di mountain bike anche in ambito regionale. Leggiuno è anche uno dei pochi comuni in Lombardia ad aver aderito al progetto di Greenpeace Città amiche delle foreste.
Leggiuno è attraversato dal "Sentiero del Verbano" (Sesto Calende - Laveno-Mombello) che costituisce la prima realizzazione del progetto Vie Verdi dei Laghi. Questo sentiero è identificato con la sigla VB su tutta la segnaletica verticale. Inoltre, è attraversato dall'Anello di Santa Caterina, nella fascia costiera compresa tra Laveno-Mombello e Monvalle, interessando quello che si può considerare il gioiello storico-architettonico della provincia di Varese: l'Eremo di Santa Caterina del Sasso.

## Società

### Evoluzione demografica
- 400 nel 1751
- 375 nel 1805
- 1 598 dopo annessione di Arolo, Bosco Ballarate, Celina, Monvalle e San Giano nel 1809, cui si aggiunsero Cerro e Mombello nel 1812
- 580 nel 1853
- 726 nel 1861
- 842 nel 1881
- 860 nel 1901
- 958 nel 1921

Abitanti censiti

### Etnie e minoranze straniere
Gli stranieri residenti nel comune sono 298, ovvero l'8,3% della popolazione (la terza percentuale più alta tra i comuni della provincia). Di seguito sono riportati i gruppi più consistenti:
1. Marocco, 75
2. Germania, 53

### Lingue e dialetti
A Leggiuno si parla ovviamente l'italiano. Il dialetto parlato è il dialetto lombardo occidentale o insubre, in particolare si parla il dialetto varesino.

### Religione
La stragrande maggioranza della popolazione è cristiana cattolica. L'immigrazione di cittadini comunitari ed extra-comunitari ha portato all'insediamento di minoranze di musulmani e ortodossi.

## Cultura

### Scuole
A Leggiuno sono presenti:
- 1 asilo[9]
- 1 scuola elementare[9]
- 1 scuola media[9]

### Stampa
- Informatore comunale

### Teatro
- Teatro San Carlo

### Eventi
- Concerti in spiaggia a Reno
- Fiera del contadino
- Alborellata con alborelle pescate dal Lago Maggiore
- Nuotata dell'Eremo - attraversata benefica a nuoto del Lago Maggiore, da Stresa (VB) a Reno di Leggiuno (VA)
- Luci di Leggiuno - installazione luminosa a tema natalizio realizzata dal 2014, aperta al pubblico nel periodo delle festività di Natale

## Geografia antropica

### Frazioni costiere

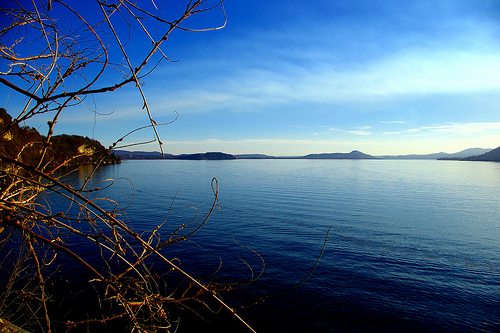
Lago Maggiore a Leggiuno.

#### Arolo

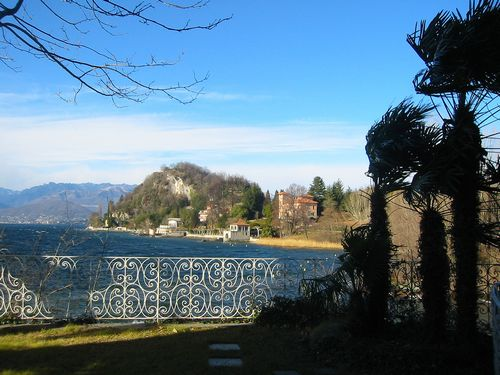
Arolo da Sasso Moro.

Arolo è una delle frazioni costiere di Leggiuno, situata sul Lago Maggiore. Al suo interno vi si trova la Chiesa dedicata ai Santi Pietro e Carlo.

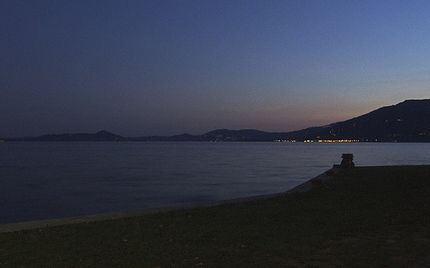
Vista del Lago Maggiore da Arolo

#### Reno
Reno è una frazione costiera di Leggiuno che ospita l'Eremo di Santa Caterina del Sasso.
Reno è considerata la St. Tropez del Lago Maggiore, grazie alla sua magnifica spiaggia in riva al lago .

#### Sasso Moro
Sasso Moro è una frazione nella quale sorge un porticciolo dove possono attraccare diversi battelli e barche.

### Altre frazioni

#### Ballarate
Ballarate (Ballaraa in lombardo) si trova tra la frazione di Baraggia e Arolo. Fu a più riprese capoluogo comunale, dapprima a sé stante, poi in unione con altre località limitrofe, sotto i nomi di Bosco con Ballarate, Bosco con Marzano-Chirate-Ballarate e Bosco di Gavirate.

#### Baraggia
Baraggia (Baràgia in lombardo occidentale) si trova tra la frazione di Marzaro e nei pressi della frazione Bosco, al confine col comune di Sangiano e quello di Monvalle. Al suo interno vi si trova un'industria tessile molto importante. Nelle vicinanze è presente la Stazione ferroviaria di Leggiuno-Monvalle.

#### Bosco
Bosco (Bùsch in lombardo occidentale), così chiamata in ragione della sua natura rigogliosa, sorge tra Monvalle e la frazione di Arolo. Località particolarmente panoramica sul Lago Maggiore, perse l'autonomia comunale nel XVIII secolo, finendo dapprima sotto Ballarate (nel comune noto alternativamente come Bosco con Ballarate, Bosco con Marzano-Chirate-Ballarate e Bosco di Gavirate), poi sotto Leggiuno dapprima nel XIX secolo e poi definitivamente (dopo l'ulteriore periodo comunale di Ballarate) dal 1927.

#### Campagna
Campagna si trova al confine con la frazione di Arolo, quella di Reno, la frazione di Quicchio e quella di Cellina.

#### Cellina
Cellina, (Scilena in lombardo occidentale) si trova tra Arolo e Reno. Il territorio è dominato da due colline: Motta Cipollina e monte di Ballarate. La prima la divide ad occidente dal lago Maggiore, mentre l'altra la separa dall'abitato di Ballarate. Sul culmine di quest'ultima si trovano le rovine di una torre di guardia di un castello Longobardo. Al suo interno vi si trova la chiesa dedicata a san Rocco(patrono del paese) del secolo XX oggi sconsacrata e la chiesa dedicata a santa Maria Stella Maris, edificata negli anni '50 del XXI secolo.

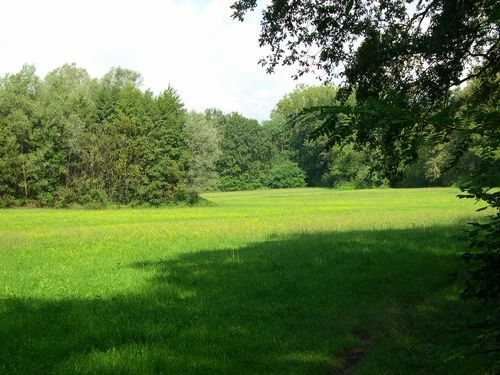
Prati leggiunesi tra Mirasole e Reno.

#### Cobbione
Cobbione (Cubiùn in lombardo occidentale) si trova al confine tra Sangiano e Cardana di Besozzo.

#### Ghirate
La frazione Ghirate (Ghiràa in lombardo occidentale, anche detta Chirate) si trova tra Bosco, Marzaro e Baraggia. Amministrativamente legata a Ballarate, entrò a far parte di Leggiuno dapprima nel XIX secolo e poi definitivamente dal 1927.

#### La Gesiola
La zona La Gesiola (La Gésola in lombardo occidentale) si trova tra Mirasole e Reno. È in aperta campagna e vi sorgono perlopiù boschi e campi.

#### Marzaro
Marzaro (Marsàr in lombardo occidentale, anche detta Marzano) si trova tra la località Bosco e la località Baraggia. Amministrativamente legata a Ballarate, entrò a far parte di Leggiuno dapprima nel XIX secolo e poi definitivamente dal 1927.

#### Mirasole
Mirasole (Mirasô in lombardo occidentale) si trova tra la frazione di Reno e il comune di Laveno-Mombello. Il colle presente in questa località potrebbe aver dato origine al nome del comune di Leggiuno. Anche qua è possibile ammirare una vista sul Lago Maggiore.

## Economia
Sul territorio sono presenti attività economiche industriali, metalmeccaniche e tessili. Molto presente l'artigianato locale, la ristorazione e il turismo grazie alle spiagge di Arolo e Reno.

## Infrastrutture e trasporti

### Strade
Il comune è attraversato dalle seguenti strade provinciali:
- Strada Provinciale 32 delle Due pievi, (Laveno Mombello - Travedona Monate)
- strada Provinciale 32dir d'Eremberto, (Sangiano - Reno di Leggiuno)
- strada Provinciale 69 di Santa Caterina, (Sesto Calende - Luino)

### Ferrovie
A Leggiuno è presente la stazione ferroviaria di Leggiuno-Monvalle, posta sulla linea Luino-Oleggio gestita da Rete Ferroviaria Italiana.
Attualmente la linea Luino-Oleggio è utilizzata quasi esclusivamente per il trasporto merci e pertanto i treni passeggeri in servizio (che fermano quindi anche a Leggiuno-Monvalle) sono attualmente limitati a due sole coppie al giorno.

### Trasporto lacustre
È presente una delle fermate dei battelli della Società Navigazione Lago Maggiore (Gestione Navigazione Laghi), nei pressi del santuario di Santa Caterina del Sasso, sulla linea
Arona-Stresa-Locarno, che collega Leggiuno via lago a Stresa (VB), Baveno (VB), Pallanza (VB), l'Isola Madre, Villa Taranto e Verbania-Intra (VB), consentendo quindi un collegamento diretto tra Lombardia e Piemonte, e tra la provincia di Varese e quella del Verbano-Cusio-Ossola.

### Mobilità urbana
I servizi di autobus di linea interurbani sono gestiti dalle società Sila s.p.a. e Nicora e Baratelli e collegano Leggiuno a molteplice località, tra cui Laveno-Mombello, Varese, Gavirate, Caravate, Ispra. Inoltre, assicurano il collegamento tra le varie frazioni.

## Amministrazione
Fino al 1927, Leggiuno era un comune autonomo sito in Provincia di Como.
Nel 1927 Leggiuno (come gran parte dei comuni della provincia di Varese) viene scorporato dalla Provincia di Como e inserito nella appena istituita Provincia di Varese. Contemporaneamente allo scorporamento, sempre nel 1927, si è unito al Comune di Sangiano e alle frazioni di Arolo, Ballarate e Cellina nel comune di Leggiuno-Sangiano, un tempo anch'esse comuni autonomi. Successivamente, nel 1963, Leggiuno si è nuovamente separato da Sangiano, conservando Arolo, Ballarate e Cellina come frazioni.

## Sport
- UHC Varese Wild Boars - floorball/unihockey
- Sport Club Renese - canottaggio
- Canottieri Arolo - canottaggio
- Tigers - pallavolo
- ASD Leggiuno - calcio a 7

Questa città è inoltre famosa per aver dato i natali a Gigi Riva, uno dei più famosi calciatori italiani.

## Galleria d'immagini

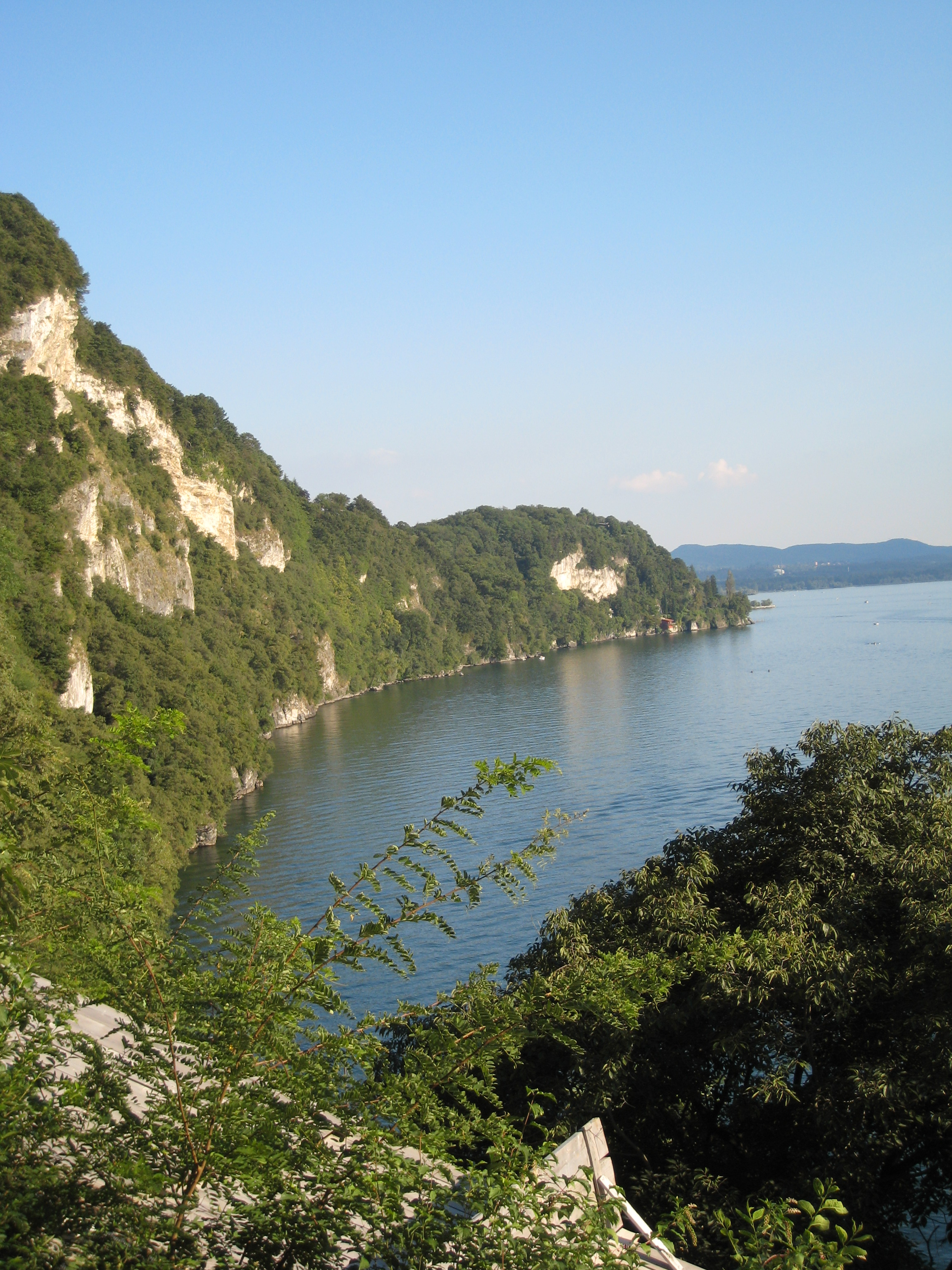
Il lago Maggiore visto dall'Eremo di Santa Caterina del Sasso, Leggiuno
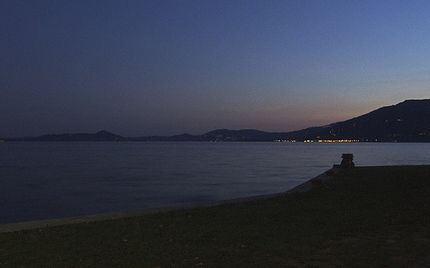
Spiaggia di Arolo, Leggiuno
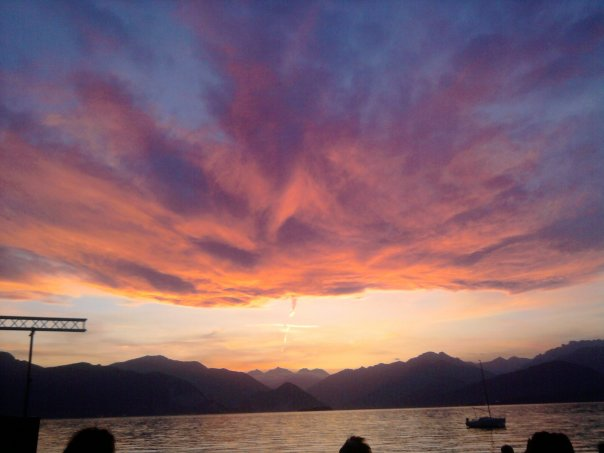
Spiaggia di Reno
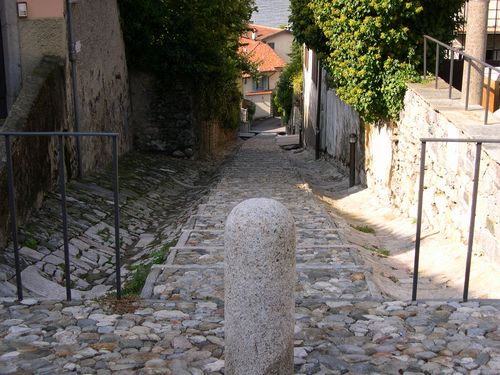
Scalinata di Arolo